# Alajja rhomboidea
Alajja rhomboidea là một loài thực vật có hoa trong họ Hoa môi. Loài này được (Benth.) Ikonn. mô tả khoa học đầu tiên năm 1971.